# Diaphanophyllum homomallum
Diaphanophyllum homomallum là một loài rêu trong họ Ditrichaceae. Loài này được Hedw. Lindb. mô tả khoa học đầu tiên năm 1863.